# Dmitrij Zasiadko
Dmitrij Iwanowicz Zasiadko (ros. Дмитрий Иванович Засядко, ur. 1860, zm. 1927 w Tallinnie) – urzędnik Imperium Rosyjskiego. W latach 1904–1905 gubernator samarski, zaś w latach 1906–1915 ostatni gubernator radomski. Senator, oficer kawalerii i uczestnik wojny domowej po stronie białych. Na emigracji w Estonii.